# Martha Mödl
Martha Mödl (født 22. marts 1912, død 17. december 2001) var en tysk sopran og senere mezzosopran. Hun specialiserede sig i store dramatiske roller, især wagnerpartier såsom Isolde, Kundry og Brünnhilde.
Hun blev født i Nürnberg og døde i Stuttgart.